# Iperpotenza
Una iperpotenza è uno Stato che, disponendo dei più avanzati e potenti mezzi militari e di ingenti risorse industriali ed energetiche, favorito inoltre da un sistema economico-finanziario che gli garantisce un incessante accumulo di capitale, riesce a dominare la scena politica mondiale, non necessariamente imponendosi come governo tirannico ma più realisticamente come "guida" per gli altri Stati. Il termine è stato utilizzato per descrivere gli Stati Uniti d'America e, in passato, per l'Impero britannico.
Dopo la fine della Guerra Fredda e il collasso dell'Unione Sovietica, alcuni osservatori politici percepirono che serviva un nuovo termine per descrivere la posizione degli Stati Uniti come unica superpotenza.
Ben Wattenberg coniò il termine omnipower nel 1990 e Peregrine Worsthorne utilizzò il termine 'iperpotenza' nel 1991. Il ministro degli esteri francese Hubert Védrine rese popolare il termine iperpotenza nelle sue varie critiche verso gli Stati Uniti a partire dal 1998.